# Szent Gellért tér – Műegyetem (stanice metra v Budapešti)

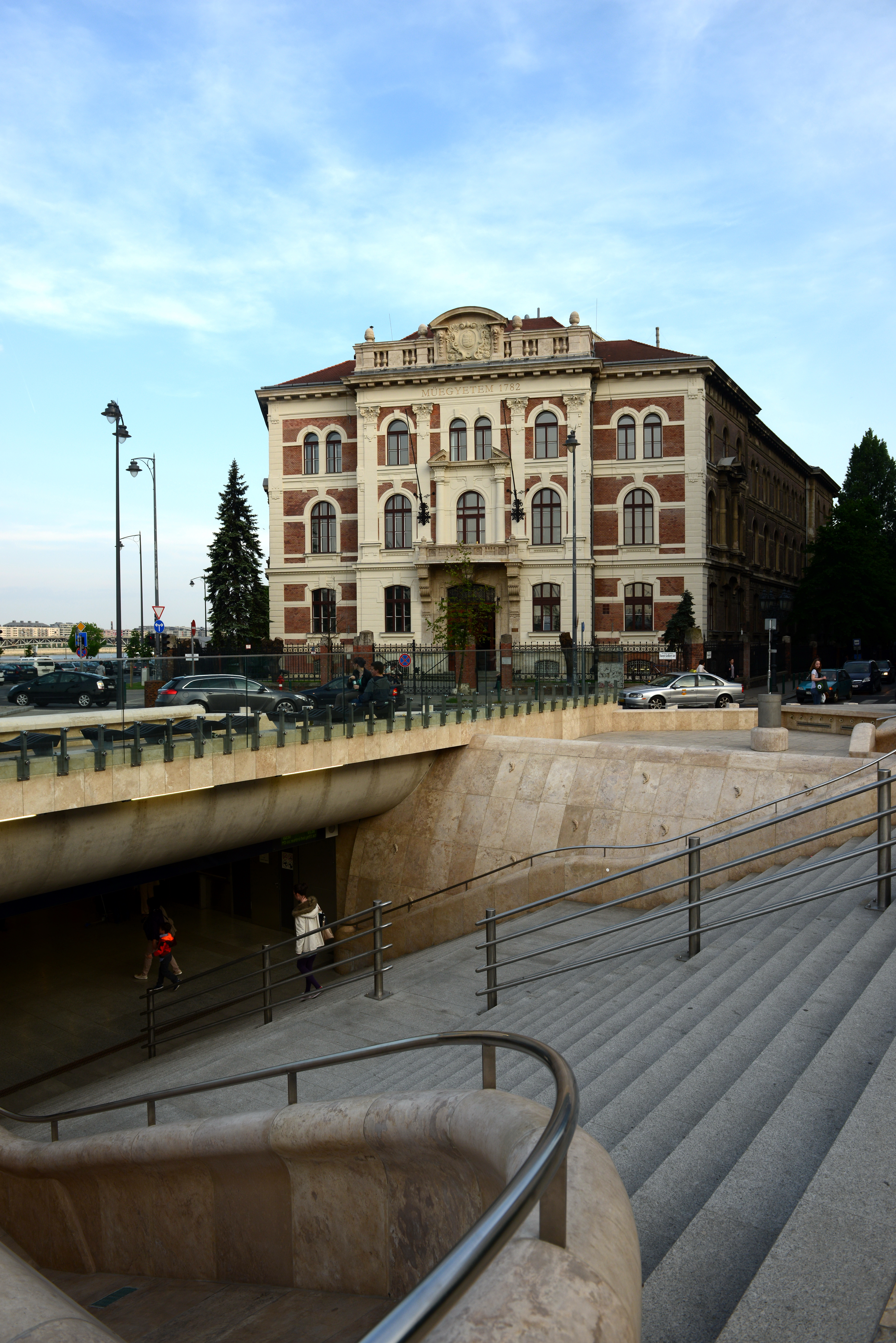
Szent Gellért tér

Szent Gellért tér – Műegyetem (do roku 2019 Szent Gellért tér) je podzemní stanice na lince M4 budapešťského metra otevřená v roce 2014. Nachází se pod náměstím Szent Gellért tér na pravém břehu Dunaje na předmostí mostu Szabadság híd v jihozápadní části města na úpatí vrchu Gellért v blízkosti známého luxusního v secesním stylu postaveného hotelu Gellért s termálními lázněmi. V místě se nachází zastávka tramvají linek 19, 41, 47, 47B, 48, 49, 56 a 56A.

## Technické údaje
- Délka stanice: 87 m
- Délka nástupišť: 80 m
- Plocha nástupišť: 820 m²
- Niveleta stanice: 31,0 m pod úrovní terénu (od temene kolejnice)
- Počet eskalátorů: 8
- Počet výtahů: 2
- Počet výstupů: 1
- Typ stanice: Jednolodní hloubená a ražená s nástupištěm uprostřed
- Nadmořská výška: 73,75 m n. m. (od temene kolejnice) - nejníže položená stanice linky